# Ена (департамент)
Ена (фр. Aisne) — департамент на півночі Франції, один з департаментів регіону О-де-Франс. 
Порядковий номер 2. Адміністративний центр — Лан. Населення 535,5 тис. чоловік (46-е місце серед департаментів, дані 1999 р.).

## Географія
Площа території 7 369 км². Департамент розташований в долині річки Ени, яка перетинає його територію зі сходу на захід. 
Департамент включає 4 округи, 41 кантон і 363 комуни.

## Історія
Ена — один з перших 83 департаментів, утворених під час Великої французької революції в березні 1790 р. Виник на території колишніх провінцій Іль-де-Франс, Пікардія і Шампань. Назва походить від річки Ени.